# Linia kolejowa Großkorbetha – Deuben
Linia kolejowa Großkorbetha – Deuben - częściowo funkcjonująca linia kolejowa, zlokalizowana na wschodzie niemieckiego landu Saksonia-Anhalt. Przebiega od dworca kolejowego w Großkorbetha do Schkortleben równolegle do linii kolejowej Halle - Bebra, a następnie przez Pörsten do Deuben.

## Historia
Linia została uruchomiona 25 listopada 1897 przez niemieckie przedsiębiorstwo Preußische Staatseisenbahnen. Ruch pasażerski na linii został zawieszony 30 maja 1999 r. Obecnie linia jest czynna tylko dla ruchu towarowego - transportuje się nią węgiel z kopalni węgla brunatnego Profen w Wählitz poprzez Hohenmölsen do Korbetha, gdzie wykorzystywany jest do zasilania elektrowni Schkopau. Odcinek od Deuben do Wählitz zlikwidowano 1 stycznia 2002 r,

## Przebieg
Linia Großkorbetha – Deuben łączy linię Halle – Bebra z przebiegającą na południu linią Weißenfels – Zeitz między Teuchern a Deuben. Na dworcu kolejowym w Pörsten (dziś Rippach) do linii tej dochodzi z kierunku północnego linia kolejowa Lipsk-Plagwitz – Pörsten, która została w 1998 r. zamknięta i w 2005 r. częściowo rozebrana.